# Ferromex
Ferromex, abréviation de Ferrocarril Mexicano, est un consortium ferroviaire privé qui gère la majeure partie (en kilomètres) du réseau ferré du Mexique.

## Histoire
Ferromex a commencé à fonctionner le 19 février 1998 après la concession de la majeure partie des chemins de fer publics mexicains (Ferrocarriles Nacionales de México). 
Le 26 novembre 2005, Ferromex annonçait l'achat des 1448 kilomètres de Ferrosur, anciennement appelé Ferrocarril del Sureste, au prix de 307 millions de dollars, devenant ainsi le principal opérateur du pays avec 7886 kilomètres à charge. Les deux entreprises avaient tenté une fusion infructueuse en 2002, empêchée à cette époque par la loi anti-monopole. En mars 2011, Ferromex obtenait finalement le droit de fusionner Ferrosur.
Ferromex appartient à 74 % à Grupo México et à 26 % à Union Pacific.

## Parcours
Ferromex contrôle plus de 8 500 km de voies et connecte quatre grandes conurbations du Mexique : 
- Mexico, Distrito Federal,
- Monterrey, État du Nuevo León,
- Guadalajara, État de Jalisco
- Aguascalientes, État d'Aguascalientes

5 villes le long de la frontière avec les États-Unis :
- Mexicali, État de Basse-Californie
- Nogales, État de Sonora
- Ciudad Juárez, État de Chihuahua
- Ojinaga, État de Chihuahua
- Piedras Negras, État de Coahuila

4 ports du Pacifique :
- Manzanillo, État de Colima
- Mazatlán, État de Sinaloa
- Topolobampo (es), État de Sinaloa
- Guaymas, État de Sonora.

et un port du golfe du Mexique : Tampico.
La compagnie exploite également le Tequila Express, un train touristique dans l'État de Jalisco.